# Keijo Korhonen (backhoppare)
Keijo Korhonen, född 7 oktober 1956 i Leppävirta i Norra Savolax i Östra Finlands län, är en finländsk tidigare backhoppare. Han representerade Leppävirran Viri och Puijon Hiihtoseura.

## Karriär
Keijo Korhonen debuterade internationellt i öppningstävlingen i tysk-österrikiska backhopparveckan i Schattenbergschanze i Oberstdorf i dåvarande Västtyskland 30 december 1978. Han slutade som nummer 60. Hans första tävling i världscupen, som arrangerades första gången säsongen 1979/1980, var i Oberstdorf 30 december 1979 under backhopparveckan. Han blev nummer fyra efter segrande Jochen Danneberg från Östtyskland och österrikarna Hubert Neuper och Alfred Groyer. Korhonen tävlade tre säsonger i världscupen och blev som bäst nummer 40 sammanlagt säsongen 1982/1983. Säsongen 1979/1980 blev Korhonen nummer 16 totalt i backhopparveckan.
Korhonen deltog i Skid-VM 1982 i Holmenkollen i Oslo i Norge. Han startade i lagtävlingen och lyckades vinna en bronsmedalj tillsammans med lagkamraterna  Jari Puikkonen, Pentti Kokkonen och Matti Nykänen. Finländarna var 47,7 poäng efter det norska hemmalaget och 46,8 poäng efter Österrike.
Keijo Korhonen startade i sin sista världscuptävling i skidflygningsbacken i Vikersund i Norge 18 februari 1983. Där blev han nummer åtta, 18,0 poäng efter segrande landsmannen Matti Nykänen.